# Antal László (nyelvész)
Antal László (Szob, 1930. június 25. – Washington, 1993. január) nyelvész, strukturalista, az amerikai strukturalista nyelvészet egyedüli képviselője Magyarországon. Az ELTE Bölcsészettudományi Kar (ELTE-BTK) Általános és Alkalmazott Nyelvészeti Tanszékének tanszékvezető egyetemi tanáraként disszidált 1985-ben.
1961-ben A magyar esetrendszer címmel nyújtotta be  (nagy)doktori értekezését, amelyet azonban elutasítottak, de a Nyelvtudományi Értekezések sorozatban mégis megjelenhetett 1961-ben. Ennek ellenére ez a műve volt az, amely mind a mai napig hatással van a mai magyar nyelvészetre, különösen a számítógépes nyelvészetre, és amely 2005-ben A formális nyelvi elemzés című művével együtt újra megjelent.
"Docens" fedőnéven a BM III/III-2-a alosztály foglalkoztatta 1978 és 1984 között. Beszervezett ügynökként az ELTE BTK oktatóiról, hallgatóiról, volt tanítványairól írt elemzéseket, részletes, magánéletüket is érintő jellemzéseket. Számos jelentés szól a Hétfői Szabadegyetem (az ún. repülő egyetem) előadásairól, a szamizdatról és a Mozgó Világ-ügyről is. Tartótisztje Éder Mihály r. százados volt.

## Családja
Édesapja Antal Jenő (?–1960) MÁV-segédtiszt, édesanyja Lóbis Mária, testvére Antal Jenő villamosmérnök volt. 1957-ben vette feleségül tanítványát, az 1935. október 16-án Budapesten született Csongrády Zsuzsannát (Csongrády /Csongrádi/ Zsuzsa/nna/ Magdolna), Csongrády Zoltán Szvoboda és Horváth Izabella (1900–1974) tanítónő lányát, aki több könyvének is a fordítója volt, és akitől két fia született. Az idősebb fiú Antal László Zoltán, aki 1960. március 5-én született Budapesten, és 2004. október 16-án hunyt el Nagymaroson. Fiatalabb gyermeke Antal Zoltán Kornél (1964– ), aki édesanyja születési nevét használja, és a Csongrády Zoltán K. nevet vette fel.
Antal László özvegye, Csongrády Zsuzsanna 2013. február 1-jén Salgótarjánban hunyt el, és földi maradványait 2013. március 6-án helyezték végső nyugalomra Zebegényben, ahol 1985-ös disszidálásuk előtt élt a család.

## Élete
A budapesti Mátyás Király Gimnáziumban az Esze Tamás Népi Kollégium tagjaként érettségizett 1949-ben. Az Eötvös Loránd Tudományegyetemen (ELTE) végzett 1953-ban magyar–angol–orosz szakon. Egyetemi tanulmányai idején az Eötvös Collegium diákja volt, majd a tanára lett. A Lenin Intézetben oroszfordító szakra került, ahol 1953-ban szerzett orosz-magyar fordítói oklevelet. Közvetlenül az egyetem elvégzése után Tamás Lajos aspiránsaként az ELTE Román Filológiai Tanszékére került, ahol albán nyelvet tanult és tanított itt 1957-től 1959-ig, majd 1959-től az ELTE Általános Nyelvészeti és Fonetikai Tanszékén 1961-ig adjunktusként. Zebegényben élt. A nyelvtudományok kandidátusa lett 1957-ben. 1960-ban Rómában vendégoktató. 1961-től az Általános Nyelvészeti és Fonetikai Tanszék docense lett. Telegdi Zsigmond tanszékvezető egyetemi tanár 1961. január 6-án kelt előadói jelentésében így jellemzi Antalt az állás betöltése kapcsán:
„A Kar dékánja a Művelődésügyi Közlöny 1960. évi december 1-i számában pályázatot hirdetett az Általános  Nyelvészeti és Fonetikai Tanszéken betöltendő docensi állásra. A meghirdetett pályázatra Antal László egyetemi adjunktus és Szabó István dr. magyar-német-orosz szakos tanár jelentkeztek. [...] Antal  László tudományos munkájának középpontjában a nyelvelmélet és a magyar nyelv strukturális elemzésének problémái állnak. Ezek a problémák nyelvtudományunkban hosszú időn át  nem kapták meg a kellő figyelmet; ez különös fontosságot ad Antal László tevékenységének. Antal  László az oktatás területén is értékes, eredményes munkát végez. Nevelő munkája hatékony, a hallgatókkal jó kapcsolata van. 1958-ban a MSZMP tagjelöltje, majd 1960 tavaszán tagja lett. Eredményes oktató munkájára és tudományos tevékenységére való tekintettel tisztelettel javaslom a szakbizottságnak, hogy docensi pályázatát támogatni, a pályázat elfogadását a Kari Tanácsnak ajánlani szíveskedjék.”
Antal  László docensi kinevezését az Egyetemi Tanács az 1961. január 20-ai ülésén 22 igen és 4 nem szavazattal, valamint 1 tartózkodás mellett támogatta.
1961-ben A magyar esetrendszer címmel nyújtotta be (nagy)doktori értekezését, amelyet azonban elutasítottak, de a Nyelvtudományi Értekezések sorozatban mégis megjelenhetett 1961-ben. Ennek ellenére ez a műve volt az, amely mind a mai napig hatással van a mai magyar nyelvészetre, különösen a számítógépes nyelvészetre, és amely 2005-ben A formális nyelvi elemzés című művével együtt újra megjelent.
Közben 1962 és 1968 között az MTA Általános Nyelvészeti Bizottságának a titkára. 1966-tól 1967-ig Ford-ösztöndíjjal az Amerikai Egyesült Államokban és 1970-től 1972-ig Regensburgban vendégoktató.
1981-ben elnyerte a nyelvtudományok doktora fokozatot. „Antal László nemrégiben kapta meg egyetemi tanári kinevezését az ELTE általános és összehasonlító nyelvészeti tanszékére. Ezzel majdnem egyidőben került a könyvesboltokba a Nyelvek nyomában című ismeretterjesztő munkája. Nem ez az első ilyen jellegű műve.”
1985. július 1-jei hatállyal az Általános és Alkalmazott Nyelvészeti Tanszék vezetőjévé nevezték ki, de ő akkor már végleg elhagyta az országot, és az NSZK-ba disszidált. Felesége is vele tartott. Az NSZK-ból pedig az Amerikai Egyesült Államokba ment. 
Virginia állam Manassas nevű városában telepedett le, a lakcíme 7444 Emerald Drive Manassas, VA 22110 volt.
Szívrohamtól halt meg az amerikai fővárosban, Washingtonban. Szellemi öntörvényűség jellemezte. Nyelvtudása lenyűgöző volt. A szokásos nyelveken kívül, mint az angol, orosz, német és francia, tudott albánul, indonézül, arabul is.

## Munkássága
Az amerikai strukturalizmus eredményeit próbálta átültetni a magyar viszonyokra. Nyelvészeti ismeretterjesztésben nagy érdemeket szerzett. Antal László, a strukturalista leíró nyelvészet legkiválóbb hazai művelője még nem foglalta el méltó helyét a magyar nyelvészeti közgondolkodásban. Ennek oka egyrészt az, hogy a több nyelven publikáló, hatalmas tudásanyagot alkalmazó nyelvész sorsa szerencsétlenül alakult, másrészt az, hogy Antal a modern nyelvészetnek egy olyan paradigmájában alkotott, amelynek Magyarországon kevés az értő képviselője. Antal a Noam Chomsky előtti amerikai strukturalizmus eredményeit alkalmazta a magyar nyelv leírásában.

## Hatása a mai magyar nyelvészetre

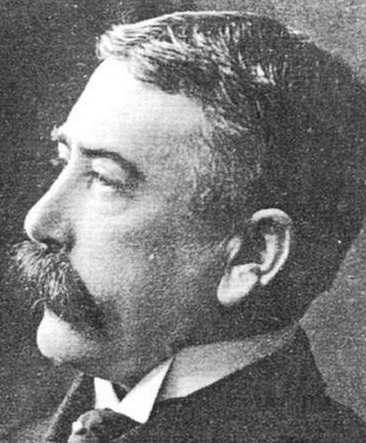
Ferdinand de Saussure svájci nyelvész

Munkássága nem tudott igazán gyökeret verni a magyar nyelvtudományban, amelyet napjainkig – szinte kizárólag – két irányzat, a hagyományos leíró nyelvészet és a chomskyánus elméleti nyelvészet művelése határoz meg.
Antal módszere és elemzései a hazai számítógépes nyelvészet elmúlt évtizedben való kibontakozásával váltak érdekessé. A gépi feldolgozáshoz anyanyelvünkről való tudásunkat a lehető legnagyobb precizitással és elméletfüggetlenséggel kell megfogalmaznunk. Ez a két sajátosság Antal egész életművét jellemzi, és sem az Antal előtti, sem az Antal utáni magyar nyelvtudományban nem járt senkinél ennyire együtt.
Nyelvészkollégája, Papp Ferenc írta róla a halála után: „Sok rosszat fognak hallani róla kivált azok, akik személyesen nem ismerték. Egyrészt azért, mert majdnem mindez a rossz igaz. De másrészt és főleg mert még ma is félnek egyenes, kompromisszumot nem ismerő, mindig újra törő jellemétől.”
Nemcsak a nyelvtudományon mint tudományon belül hatottak a művei, cikkei, írásai: akár negatívan, akár pozitívan, de közömbösen senki sem fogadhatta őket, hanem az ismeretterjesztésben is elévülhetetlen érdemeket szerzett. Miután a nyelvtan nem a legnépszerűbb tárgyak egyike a diákok körében, így a nyelvtudomány felé való csalogatás és érdeklődés-felkeltés is fontos teendője lenne a mai magyar nyelvtudománynak Antal szellemében. Antal szellemes és mindenki számára követhető fogalmazásában és stílusában azok számára is tudott hatni és ismereteket közvetíteni, akik nem elsősorban a nyelvtan, a nyelvészet iránt érdeklődtek. Antal másik jelentősége, hogy a nyelvtudomány önálló tudományos létét hangsúlyozta mindig, ami következett a strukturalizmus Ferdinand de Saussure kidolgozta alapelveiből.

## Művei
Műveinek listája a teljesség igényével készült, de a termékeny nyelvésznek még mindig akadhatnak eddig ismeretlen írásai, főleg, melyeket az USA-ban publikált.

### Könyvei

#### 60-as évek
- 1. Antal László 1961: A magyar esetrendszer, Akadémiai Kiadó, Budapest. = Nyelvtudományi Értekezések 29. (Benyújtott, de elutasított doktori értekezés is. Reprint SZAK Kiadó, Bicske, 2005.)
- 2. Antal, László 1963: Questions of Meaning, Mouton, The Hague.
- 3. Antal László 1964a: A formális nyelvi elemzés, Gondolat, Budapest. (Reprint SZAK Kiadó, Bicske, 2005.)
- 4 Antal, László 1964b: Content, Meaning, and Understanding, Mouton. The Hague.
- 5. Antal László – Csongor Barnabás – Fodor István 1970: A világ nyelvei, Gondolat, Budapest.

#### 70-es évek
- 6. Antal, László (szerk.) 1972: Aspekte der Semantik, Athenäum, Frankfurt/M.
- 7. Antal László 1976: A tartalomelemzés alapjai, Magvető, Budapest.
- 8. Antal László 1977: Egy új magyar nyelvtan felé, Magvető Kiadó, Budapest.
- 9. Antal László 1978: A jelentés világa, Magvető, Budapest.

#### 80-as évek
- 10. Antal László (szerk.) 1981a: Modern nyelvelméleti szöveggyűjtemény 1 A prágai iskola, Tankönyvkiadó, Budapest. (szerkesztői bevezető, ford. többek között: Csongrády Zsuzsanna)
- 11. Antal László 1981b: Nyelvek nyomában, Móra, Budapest.
- 12. Antal László (szerk.) 1982a: Modern nyelvelméleti szöveggyűjtemény 2, Az amerikai strukturalisták, Tankönyvkiadó, Budapest. (ford.: Csongrády Zsuzsanna)
- 13. Antal László (szerk.) 1982b: Modern nyelvelméleti szöveggyűjtemény 3, A genfi iskola 1, Tankönyvkiadó, Budapest. (szerkesztői bevezető, ford. többek között: Csongrády Zsuzsanna)
- 14. Antal László (szerk.) 1982c: Modern nyelvelméleti szöveggyűjtemény 3, A genfi iskola 2, Tankönyvkiadó, Budapest.
- 15. Antal László (szerk.) 1983a: Modern nyelvelméleti szöveggyűjtemény 4, A koppenhágai iskola 1, Tankönyvkiadó, Budapest. (szerkesztői bevezető, ford.: Csongrády Zsuzsanna)
- 16. Antal László (szerk.) 1983b: Modern nyelvelméleti szöveggyűjtemény 4, A koppenhágai iskola 2, Tankönyvkiadó, Budapest. (ford.: Csongrády Zsuzsanna)
- 17. Antal László (szerk.) 1984a: Modern nyelvelméleti szöveggyűjtemény 5.1, Tankönyvkiadó, Budapest. (szerkesztői bevezető, ford.: Csongrády Zsuzsanna)
- 18. Antal László (szerk.) 1984b: Modern nyelvelméleti szöveggyűjtemény 5.2, Tankönyvkiadó, Budapest. (ford.: Csongrády Zsuzsanna)
- 19. Antal László (szerk.) 1984c: A világnyelv, Gondolat, Budapest.
- 20. Antal László 1985: A hatodik mondatrész, Magvető Kiadó, Budapest.
- 21. Antal László (szerk.) 1986a: Modern nyelvelméleti szöveggyűjtemény 6.1, Tankönyvkiadó, Budapest. (szerkesztői bevezető)
- 22. Antal László (szerk.) 1986b: Modern nyelvelméleti szöveggyűjtemény 6.2, Tankönyvkiadó, Budapest.
- 23. Antal László (szerk.) 1986c: Modern nyelvelméleti szöveggyűjtemény 6.3, Tankönyvkiadó, Budapest. (ford.: Csongrády Zsuzsanna)

### Cikkei

#### 50-es évek
- 24. Antal László 1956: Kibernetika és nyelvtudomány, Magyar Tudomány 7–12, 337–340.
- 25. Antal László 1958a: A strukturalizmusról, Magyar Nyelvőr 82, 94–99.
- 26. Antal László 1958b: Észrevételek a metalingvisztikáról, Magyar Nyelvőr 82, 343–351.
- 27. Antal László 1959a: A morfémáról, Magyar Nyelv 55, 16–23.
- 28. Antal László 1959b: Gondolatok a magyar főnév birtokos ragozásáról, Magyar Nyelv 55, 351–7.
- 29. Antal László 1959c: Megjegyzések a szóállomány statisztikai vizsgálatáról, Magyar Nyelvőr, 307–311.
- 30. Antal László 1959d: Megjegyzések Kenneth L. Pike „egyesített” elméletéről, Nyelvtudományi Közlemények 60, 403–406.

#### 60-as évek
- 31. Antal László 1960a: A nyelv objektivitásának kérdéséről, Magyar Nyelvőr 84, 351–355.
- 32. Antal László 1960b: Hány esete van a magyar főnévnek? Magyar Nyelv 56, 52–57.
- 33. Antal László 1960c: Mitől függ, hogy hány morféma? Magyar Nyelv 56, 358–360.
- 34. Antal László 1961a: „Számomra, aki strukturalista vagyok…” A Magyar Tudományos Akadémia Nyelv- és Irodalomtudományi Osztályának Közleményei 18, 53–54.
- 34. Antal László 1961b: Gondolatok a magyar igéről, Magyar Nyelv 57, 273–279.
- 35. Antal László 1961c: Jel, jelentés, szövegösszefüggés, Magyar Nyelvőr, 203–208.
- 36. Antal László 1961d: Sign, Meaning, Context, Lingua 10, 211–219.
- 37. Antal László 1962a: A megnyilatkozások tagolása morfémák szerint, Magyar Nyelvőr 86, 189–202.
- 38. Antal László 1962b: A morfémaalternánsoktól a morfémaosztályokig, Magyar Nyelvőr 86, 420–436.
- 39. Antal László 1962c: Az egyszeri megnyilatkozástól a fonémarendszerig, Magyar Nyelvőr 86, 67–80.
- 40. Antal László 1962d: Vázlatok egy eljövendő magyar mondattanhoz, Magyar Nyelv 58, 443–449.
- 41. Antal László 1963a: A jelentés kérdései, Magyar Nyelvőr 87, 81–96.
- 42. Antal László 1963b: A new type of dictionary, Linguistics 1, 75–84.
- 43. Antal László 1963c: A nyelvi jel pszichologista koncepciójáról, Általános Nyelvészeti Tanulmányok 1, 11–17.
- 44. Antal László 1963d: Tartalom, jelentés, megértés, Nyelvtudományi Közlemények 65, 439–444.
- 45. Antal László 1963e: Válasz Papp Istvánnak, Magyar Nyelv 59, 196–200.
- 46. Antal László 1963f: Egy magyar morfématár ügyében, In: Benkő Loránd (szerk.): Tanulmányok a magyar nyelv életrajza köréből (Bárczi Géza születésének 70. évfordulója alkalmából) = Nyelvtudományi Értekezések 40, Akadémiai Kiadó, Budapest, 22–27.
- 47. Antal László 1964a: A magyar jelző három különböző nyelvtani koncepció fényében, Magyar Nyelv 60, 61–68.
- 48. Antal László 1964b: Kisebb közlemények: Antal László, Általános Nyelvészeti Tanulmányok 2, 138–140.
- 49. Antal László 1965: Jegyzetek az igazságról, a jelentésről és a szinonimiáról, Általános Nyelvészeti Tanulmányok 3, 9–19.
- 50. Antal László 1966: A jelentés kérdései, Nyelvtudományi Közlemények 68, 279–325.

#### 70-es évek
- 51. Antal László 1974: Szinkrón vázlatok, Magyar Nyelv 70, 193–200.
- 52. Antal László 1975: Két karcolat a leíró nyelvészet köréből, Magyar Nyelv 71, 40–46.
- 53. Antal László 1976a: Gondolatok a magyar névmásokról, Magyar Nyelv 72, 90–94.
- 54. Antal László 1976b: Gondolatok a magyar pronominalizációról, Magyar Nyelv 72, 271–81.
- 55. Antal László 1976c: Gondolatok a nominális szintagmákról, Magyar Nyelvőr 100, 194–200.
- 56. Antal László 1976d: Szemantikai interpretáció és nyelven kívüli tartalom, Általános Nyelvészeti Tanulmányok 11, 5–14.
- 57. Antal László 1977: Többféle elemzés, többféle nyelvtan, Magyar Nyelvőr 101, 206–216.
- 58. Antal László 1979: A szintaktikai viszonyok egy lehetséges hierarchiája, Magyar Nyelv 75, 69–72.

#### 80-as évek
- 59. Antal László 1982: Még egyszer a feltételes mód jeléről, Magyar Nyelv 78, 409–415.
- 60. Antal László 1983a: A Saussure-filológia utóbbi negyedszázadának történetéből. I. R. Godel munkája a kéziratos forrásokról, Magyar Nyelvőr 107, 219–232.
- 61. Antal László 1983b: A Saussure-filológia utóbbi negyedszázadának történetéből. II. Rudolf Engler kiadói munkássága, Magyar Nyelvőr 107, 481–493.
- 62. Antal László 1983c: Megjegyzések a határozó közkeletű definícióiról, Magyar Nyelv 79, 1–9.
- 63. Antal László 1984a: A Saussure-filológia utóbbi negyedszázadának történetéből. III. Az „előfutárok”. Saussure és Durkheim, Magyar Nyelvőr 108, 195–207.
- 64. Antal László 1984b: Tényleg tárgy lenne? Magyar Nyelv 80, 323–328.
- 65. Antal, László. „Rules, Analogies, Categories” (angol nyelven). Word 1988 (39), 21–27. o. (Hozzáférés: 2016. augusztus 19.)

#### 90-es évek
- 66. Antal László 1990: Egy axiomatikus magyar nyelvtan ügyében, Magyar Nyelv 86, 132–138.
- 67. Antal, László. „Langue And Parole or Only Parole?” (angol nyelven). Historiographia Linguistica 1990 (17), 357–367. o. (Hozzáférés: 2016. július 18.)
- 68. Antal László 1991: Magánhangzó-illeszkedés: újabb kísérlet egy régebbi felfogás alapján, Magyar Nyelv 87, 59–64.
- 69. Antal, László. „Multiple Syntactic Relations: a Tentative Note” (angol nyelven). Word 1991 (42), 89–94. o. (Hozzáférés: 2016. augusztus 5.)
- 70. Antal, László 1992: Another calamity of quotas. N.h. [New York], é.n.
- 71. Antal László

#### Kandidátusi értekezés
- 72. Antal László 1956: A fonéma fogalmának tisztázásához, Kandidátusi értekezés, Budapest, kézirat.

#### Nagydoktori értekezés
- 73. Antal László 1980: A mai magyar nyelv szinkrón leírásának kérdéséhez, Doktori értekezés, Budapest.

#### Szemlék
- 74. Antal László 1978a: Oswald Szemerényi, Richtungen der modernen Sprachwissenschaft. Teil I: Von Saussure bis Bloomfield, 1916-1950., Heidelberg, 1971. Carl Winter Universitätsverlag. 148 lap, Magyar Nyelv 74, 360–363.
- 75. Antal László 1978b: Hans Hörmann, Meinen und Verstehen. Grundzüge einer psychologischen Semantik, Suhrkamp Verlag. Frankfurt am Main, 1976. 553 lap, Magyar Nyelv 74, 494–498.
- 76. Antal László 1979a: Grundlagen der Sprachkultur. Beitrage der Prager Linguistik zur Sprachtheorie und Sprachpflege. Teil 1., Akademie-Verlag. Berlin, 1976. 357 lap, Magyar Nyelvőr 103, 108–114.
- 77. Antal László 1979b: Henri Gobard: L’Aliénation linguistique (Analyse tétraglossique). Paris, 1976. Flammarion kiadása, 298 lap, Magyar Nyelvőr 103, 376–379.
- 78. Antal László 1979c: Herbert Pilch: Empirical Linguistics, Uni-Taschenbücher 432. A. Francke Verlag, München. 246 l., Nyelvtudományi Közlemények 81, 211–215.
- 79. Antal László 1979d: Jacqueline Fontaine: Le cercle linguistique de Prague, Maison Mame. Tours 1974. 185 l., Nyelvtudományi Közlemények 81, 208–211.
- 80. Antal László 1982: Kozlova, M: Nyelv és filozófia, Budapest, 1976, Kossuth Könyvkiadó. 288 lap, ÁNYT 14, 164–166.
- 81. Kiefer Ferenc 1966: László A n t a l, Content, Meaning, and Understanding, Mouton & Co. (The Hague, 1964). 63 lap., ÁNYT 4, 256–259.
- 82. Bakos Ferenc 1985: Antal László: A jelentés világa, Budapest, 1978. Gondolat (Gyorsuló idő). 171 lap, ÁNYT 16, 255–258.

#### Vitairatok
- 83. Berrár Jolán 1960: A magyar főnév birtokos ragozásáról. Hozzászólások Antal László cikkéhez I., Magyar Nyelv 56, 43–46.
- 84. Szépe György 1960: A magyar főnév birtokos ragozásáról. Hozzászólások Antal László cikkéhez II., Magyar Nyelv 56, 46–48.
- 85. Tompa József 1960: A magyar főnév birtokos ragozásáról. Hozzászólások Antal László cikkéhez III., Magyar Nyelv 56, 48–51.
- 86. Károly Sándor 1966: Megjegyzések „a jelentés kérdései”-hez, Nyelvtudományi Közlemények 68, 327–342.